# Zjevení Panny Marie v Litmanové

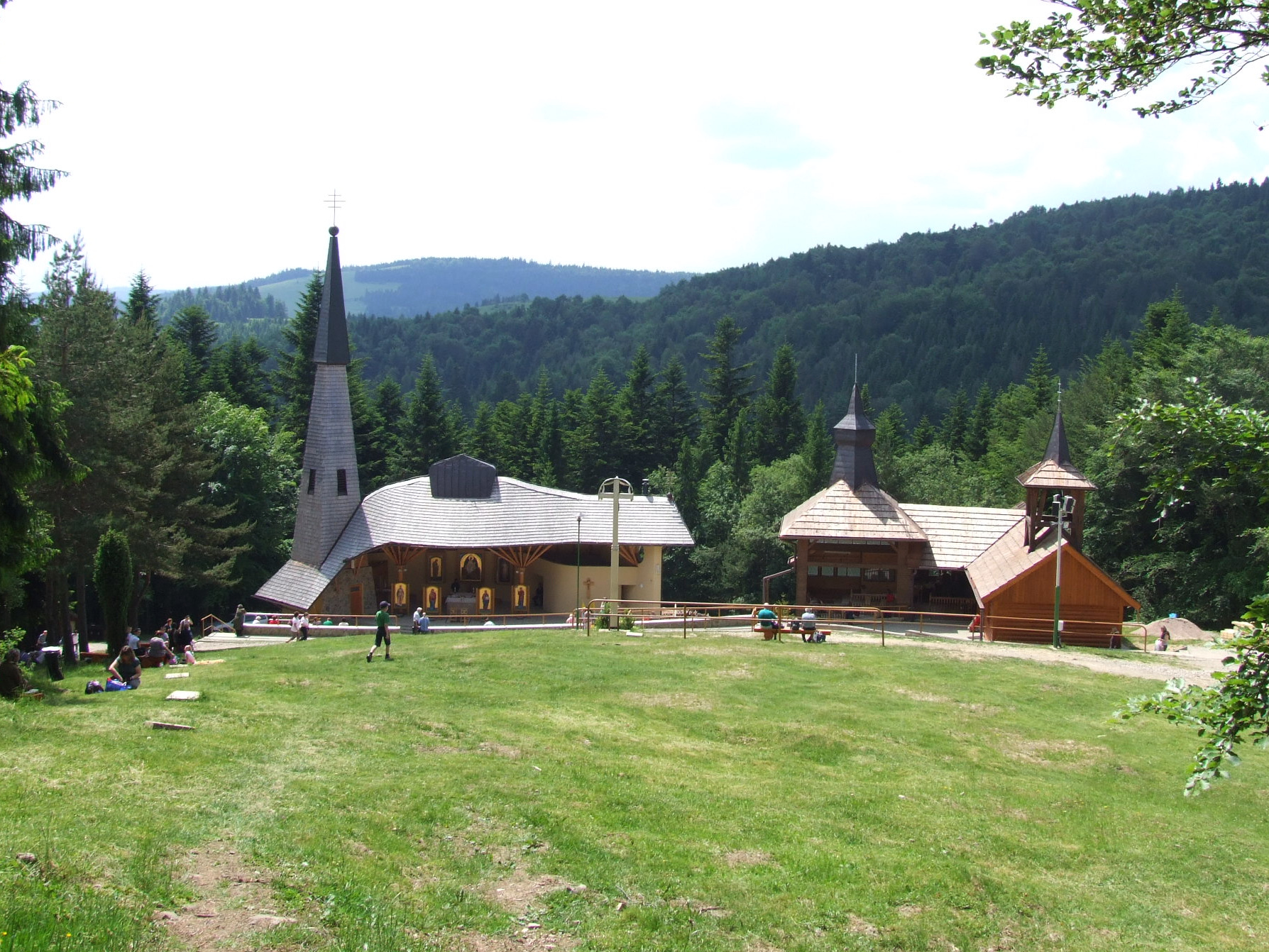
Poutní areál s kostelem

Zjevení Panny Marie v Litmanové je zjevení Panny Marie, k němuž mělo docházet v oblasti tzv. polany, tj. horské louky na Zviru nedaleko slovenské obce Litmanové v době od 5. srpna 1990 do 6. srpna 1995 dvěma děvčatům – Kataríně Češelkové a Ivetě Korčákové. Zjevení litmanovské Panny Marie Neposkvrněné Čistoty dalo záhy vzniknout mariánskému poutnímu místu. Iveta Korčáková se narodila 22. října 1978 ve Staré Ľubovni, pocházela z formálně katolické rodiny. Působila v řeholní komunitě, po odchodu z komunity se 25. srpna 2007 vdala a s manželem žije ve Velké Británii. V roce 2008 byl o ní a litmanovských zjeveních natočen český dokumentární film Ivetka a hora.

## Historie
První zjevení se podle vyprávění zúčastněných dětí uskutečnilo po obědě 5. srpna 1990, když si hrály v lese na blízké hoře Zviru. Uslyšely hluk, polekaly se ho a utekly se ukrýt do nedalekého seníku. Hluk neustával. Děti měly pocit, že někdo kolem dřevěného seníku obchází. Po chvíli se ozvalo silnější bouchání, jako kdyby někdo pustil ze skály hromadu dřeva. Děti – Ivetka (11letá), Katka (12letá) a Miťko (9letý) se začaly modlit mariánskou modlitbu: „Maria, matko naše, ukryj nás pod svůj plášť“, a to třikrát, a jak později vypověděli, aniž by předtím tuto modlitbu znali. Současně začali litovat svých hříchů a náboženské vlažnosti. Po další chvíli spatřili v místnosti světlo. To považovali nejprve za slunce. Světlo se přesunulo nad lavičku a tam v něm spatřili krásnou paní, jak si na lavičku sedá.

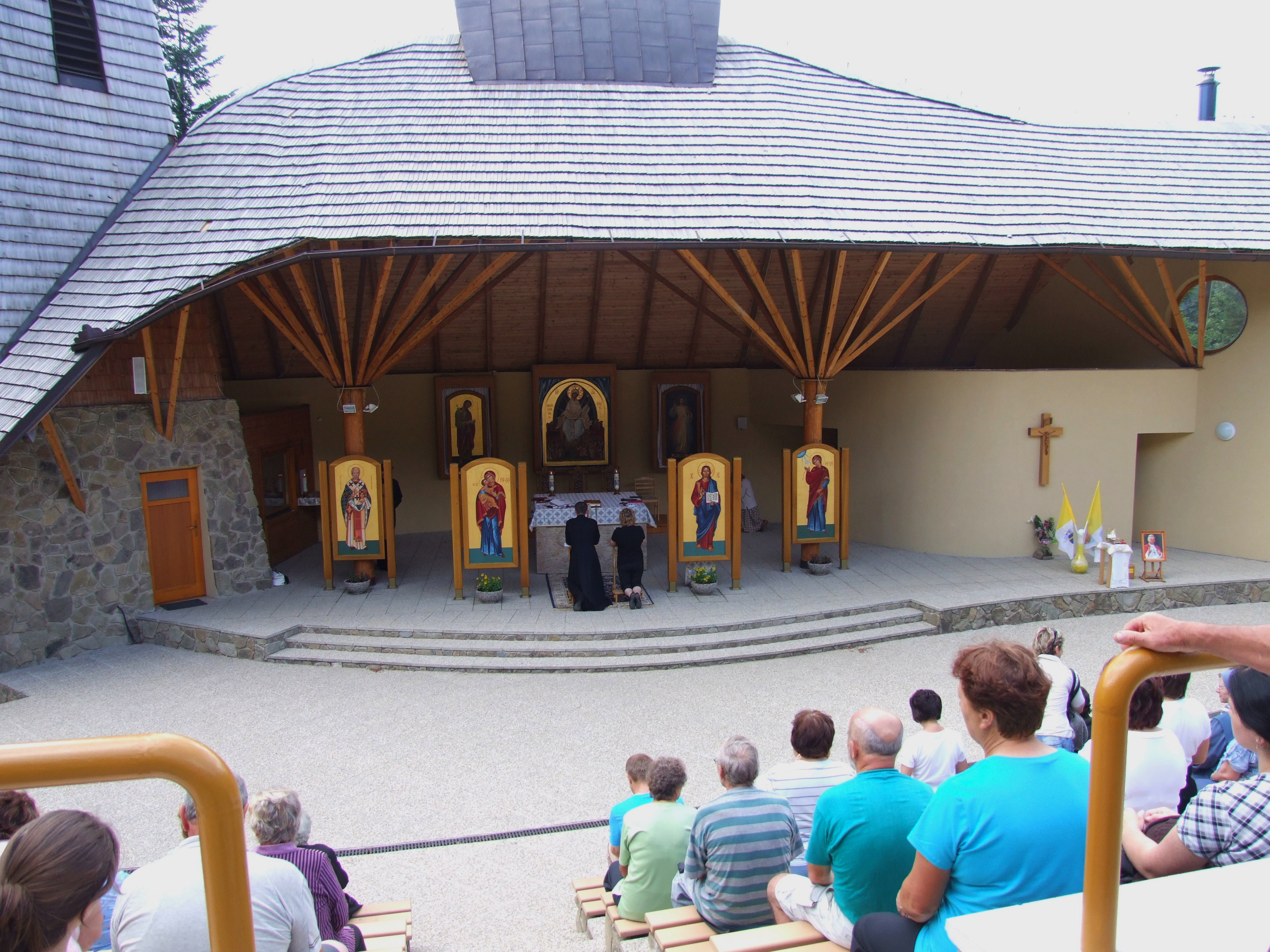
Současný vzhled liturgického prostoru na Zviru

Zvir začala záhy navštěvovat skupinka věřících. Později, 11. listopadu 1990, byla na Zviru se svolením řeckokatolického biskupa sloužena mše. Dne 25. listopadu 1990 se konal obřad posvěcení nově postaveného kříže. Během svěcení – po modlitbě růžence – prý všichni přítomní viděli nadpřirozené úkazy na Slunci, snad připomínající fatimský sluneční zázrak: Slunce, do něhož bylo možné se bez obtíží dívat, rotovalo, vyzařovalo soustředné kruhy v různých barvách duhy, tmavlo a opět se zesvětlovalo, chvělo se a měnilo polohu. I díky těmto úkazům přicházelo na horu Zvir čím dál více poutníků. Ve výročních dnech se řada zaparkovaných automobilů táhla až do Staré Ľubovny. Počet poutníků se postupně zvyšoval.
Místem modlitby byla hora Zvir ustanovena vladykou Jánem Babjakem SJ, prešovským eparchou 6. srpna 2004, „vzhledem k tomu, že poutníci i po skončení zjevení nadále nepřetržitě putují na toto místo ve velkém počtu a hledají prohloubení duchovního života“. Kaple byla zasvěcena Neposkvrněnému početí Panny Marie. Roku 2006 se započalo se stavbou nového liturgického prostoru. Dne 7. září 2008 pak byla kaple Neposkvrněného početí Panny Marie s celým areálem a pramenem povýšena a prohlášena řeckokatolickým mariánským poutním místem Prešovské archieparchie.

## Poselství
Údajná poselství Panny Marie sdělovala poutníkům Ivetka:
- 1990
  - 2. prosince – „Pro uzdravení z tělesné a duševní choroby je třeba se denně modlit celý svatý růženec (radostný, bolestný i slavný), postit se ve středu a v pátek a pít vodu z pramene z hory.“ (Dodala ještě, že ne všichni nemocní budou uzdraveni.)
  - 30. prosince – „Dejte vyrobit medailonky, na jejichž jedné straně bude moje jméno, které jsem vám už pověděla, ale jen začáteční písmena, pod ním moje čisté zářící Srdce a bílá lilie – znak mé čistoty. Na druhé straně ať jsem já se svým Synem v náručí. Medailonky ať nosí lidé, kteří mají úctu ke mně a k mému Synu. Kdo bude tento medailon nosit, ctít mou čistotu a vzývat mě pod jménem Neposkvrněná Čistota, tomu vždy pomohu, když poprosí o pomoc.“
- 1991
  - 17. února – „Musím nad vámi plakat, protože bloudíte v hříchu.“ Když někdo děvčata poprosil, aby se optala na Turzovku, měla Panna Maria odpovědět: „Přeji si, aby byl na Turzovce postaven kostel.“
  - 7. července 1991 – „Jste-li v pokušení, uvědomte si, že já jsem vždy při vás, a modlete se: Neposkvrněná Čistoto, pomoz mi zachovat čistotu mého srdce!“
- 1992
  - 5. dubna – „Děkujte za kříž.“
- 1993
  - 4. července – „Malé duše, zdvojnásobte své modlitby a začněte se skutečně postit. Ani nevíte, jak potřebuji vaše modlitby a posty pro obrácení zbloudilých! Prosím, pomozte mi!“
  - 4. dubna – „Znovu vás prosím, změňte svůj život, úplně ho obětujte Bohu, protože jen tak se váš život stane věčným. Ó, děti, naučte se říkat toto: Buď tvoje svatá vůle všude a ve všem, neboť v tobě je ukrytý věčný Pokoj.“
- 1994
  - 7. srpna – „Miluji vás všechny takové, jací jste. Ať mi každý můj syn a každá má dcera povědí: 'Mami, odteď chci žít jinak. Chci jít k Otci a úplně ti důvěřuji, že mě k němu přivedeš.' Tento svět vás nikdy neučiní šťastnými.“
- 1995
  - 8. ledna – „Prosím, darujte mi vaše problémy a starosti, neboť jen Bůh vás od nich umí osvobodit. Modlete se tuto modlitbu: 'Bože, odevzdávám ti celou svou minulost a vkládám do tebe celou svou budoucnost. Děkuji ti za dnešek, který mi dáváš. A děkuji ti za to, že jsi se mnou a že se mohu radovat, neboť vím, že jsi mě nikdy neopustil.' Prosím, proste Boha, aby vám dal pochopit tuto modlitbu. Tím bude vaše srdce zaplavovat prostá dětská radost každý den.“
  - 5. března – „Prosím Boha o jedinou věc, a to, aby vám zůstavil svůj pokoj. Tento čas je zlodějem pokoje. Prosím, povězte Bohu: 'Miluji, a proto lituji. Miluji, a proto odpouštím. Miluji a to je můj pokoj.'“
  - 6. srpna – Na páté výročí zjevení přišlo více než sto tisíc poutníků. Po zjevení se Katka Češelková obrátila k poutníkům se slovy: „Panna Maria byla při dnešním setkání oblečena celá v bílém. Neměla ani růženec ani korunu. Byla bosa. Byla velmi vážná. Chci vám říci, že Ona stále zůstává zde, na této hoře. A stále bude pomáhat jednomu každému z vás…“ – Ivetka Korčáková tlumočila údajné poslední poselství Panny Marie: „Sláva Isusu Christu! Panna Maria dnes pověděla: 'Moje drahé děti! Toto moje zjevení tu je poslední. Miluji vás. A děkuji všem za to, co jste tu pro mě udělali. Moje milované děti! Takto jsem to chtěla, aby vás to probudilo ze sna prázdnoty. Abyste pochopili, že potřebujete obrácení. Pro tuto dobu potřebujete obrácení! Prosím, prosím! Zůstávám na této hoře přítomná. Začněte nyní uvažovat nad mými poselstvími! Zůstaňte v mém srdci pro tuto dobu! Protože potřebujete být více prostí a ostražití. Přichází doba, která už je tu. Zůstaňte tedy jako děti. Úplně svobodní pro Boha. Prosím, přemýšlejte o tom, co říkám! Já vás miluji a čekám na vás v nebi…'“